# 道路運送経営研究会
道路運送経営研究会（どうろうんそうけいえいけんきゅうかい、道運研）は日本のトラック業界の政治団体。

## 概要
トラック業界の経営安定と地位向上を目的として1976年に設立された。この団体の代表は社団法人全日本トラック協会の副会長が務めている。
会の活動は、主に国会議員などへの政治献金を通じてトラック業界の利益を政治に反映させる事である。2006年度は自民党52人、公明党1人、民主党1人の政治資金団体などに計3300万円以上を寄付している。道運研の収入の多くは、各地のトラック協会や関係が深い政治団体によるパーティー券購入で賄われている（2006年度には収入約1億725万円の内、70%が政治資金パーティーによる収入）。
現在は全日本トラック事業政治連盟と改称している。

## 批判
トラック業界には、軽油引取税の暫定税率上乗せに伴う、業界への優遇措置により都道府県の補助金「運輸事業振興助成交付金」が交付されており、2006年度には192億円であった。政治アナリストの伊藤惇夫は「国民の税金が直接、政治献金に回っていなくても、国民から見れば『税金の還流』とみられても仕方ない。政官業癒着の典型例かもしれない」と批判している。道運研側は「パーティーで浄財を集め、会の趣旨に賛同してくれる政治家を応援している。『税金の還流』という批判は心外だ」としている。

## 主張
- 道路特定財源から拠出されている「運輸事業振興助成交付金」制度の継続
- 道路特定財源の一般財源化に反対

## 献金を受けた議員一覧
（2006年度 政治資金収支報告書より 集計は夕刊フジによる）
- 150万円 古賀誠　自民党　衆　選対委員長　元道路調査会長
- 100万円 二階俊博　自民党　衆　元運輸相　総務会長
- 25万円 伊吹文明　自民党　衆　幹事長
- 68万円 石原伸晃　自民党　衆　元国交相
- 68万円 柳澤伯夫　自民党　衆　元厚労相　元国土庁長官
- 10万円 高村正彦　自民党　衆　外相
- 570万円 藤野公孝　元自民党　参　元運輸官僚
- 190万円 渡辺具能　自民党　衆　元運輸官僚　元国交副大臣
- 182万円 荒井正吾　元自民党　参　元運輸官僚　元海保長官
- 130万円 津島雄二　自民党　衆　元厚相　元運輸政務次官
- 112万円 三ツ矢憲生　自民党　衆　元国交官僚
- 100万円 藤井孝男　自民党　参　元運輸相
- 100万円泉信也　自民党　参　元運輸官僚　元国交副大臣
- 96万円 松島みどり　自民党　衆　国交副大臣
- 90万円 細田博之　自民党　衆　元官房長官　元運輸相の長男
- 90万円 菅義偉　自民党　衆　元総務相　元国交政務官
- 90万円 盛山正仁　自民党　衆　元国交官僚
- 80万円 宮澤洋一　自民党　衆　元大蔵官僚　元党国交部会長
- 78万円 根本匠　自民党　衆　元建設官僚
- 72万円 林幹雄　自民党　衆　元国交副大臣
- 70万円 吉村剛太郎　自民党　参　元国交副大臣
- 66万円 関谷勝嗣　元自民党　参　元建設相
- 66万円 渡辺喜美　元自民党　衆　金融担当相
- 66万円 亀井善太郎　自民党　衆　元運輸相の長男
- 60万円 与謝野馨　自民党　衆　前官房長官
- 60万円 甘利明　自民党　衆　経産省
- 60万円 片山虎之助　元自民党　参　元総務相
- 60万円 橘康太郎　元自民党　衆　元国交部会長
- 50万円 石破茂　自民党　衆　防衛相　元建設事務次官の長男
- 50万円 田野瀬良太郎　自民党　衆　元財務副大臣
- 30万円 野田毅　自民党　衆　元建設相
- 30万円 保坂三蔵　元自民党　参　元経産副大臣
- 28万円 赤沢亮正　自民党　衆　元国交官僚
- 20万円 石田真敏　自民党　衆　元国交政務官
- 20万円 若林正俊　自民党　参　農水省　元国土庁課長
- 20万円 赤松広隆　民主党　衆　元党副代表
- 17万円 武部勤　自民党　衆　元幹事長
- 12万円 中川秀直　自民党　衆　元幹事長
- 12万円 川崎二郎　自民党　衆　元運輸相
- 12万円 鶴保庸介　自民党　参　元国交政務官
- 10万円 麻生太郎　自民党　衆　前幹事長
- 10万円 丹羽雄哉　自民党　衆　元政務会長
- 10万円 古屋圭司　自民党　衆　元経産副大臣
- 6万円 塩崎恭久　自民党　衆　元官房長官
- 6万円 保岡興治　自民党　衆　元法相
- 6万円 平井卓也　自民党　衆　国交副大臣
- 6万円 葉梨康弘　自民党　衆　元警察官僚
- 6万円 今村雅弘　自民党　衆　元国交政務官
- 6万円 望月義夫　自民党　衆　元国交副大臣
- 6万円 柳本卓治　自民党　衆　元環境政務次官
- 6万円 中馬弘毅　自民党　衆　元規制改革担当相　元国交副大臣
- 6万円 吉田六左ェ門　自民党　衆　元国交政務官
- 5万円 高木陽介　公明　衆　元国交政務官